# Serge Beck

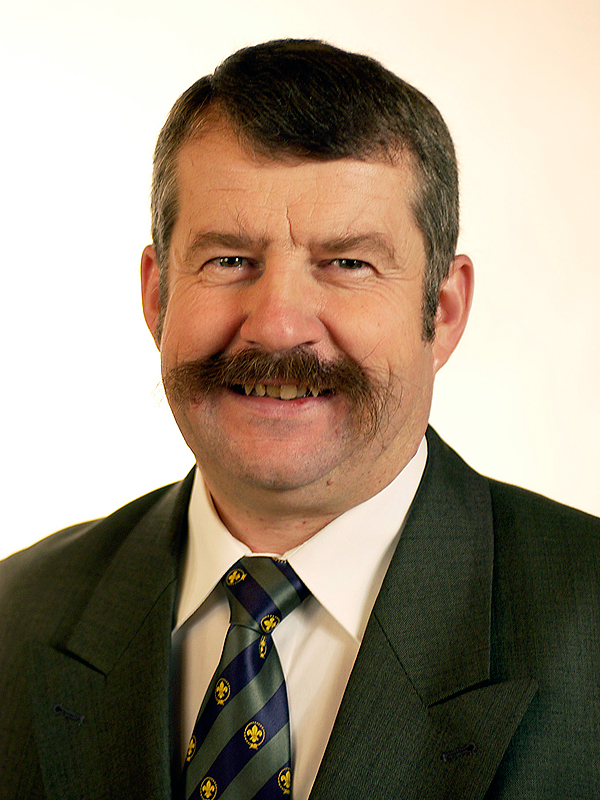
Serge Beck

Serge Beck (* 20. Mai 1955 in Genf) ist ein Schweizer Politiker. Er war von 1998 bis 2007 Mitglied des Nationalrats als Mitglied der Liberalen Partei.

## Biografie
Beck begann seine politische Karriere 1975 als Mitglied des Gemeindeparlaments (conseil communal) von Le Vaud. Seit Januar 1998 war er bis 2016 Gemeindepräsident. Im April 1986 wurde Beck in den Grossen Rat des Kantons Waadt gewählt. Nachdem er am 28. September 1998 für den zurückgetretenen Jean-François Leuba in den Nationalrat nachgerückt war, trat er per Ende Jahr als Kantonsparlamentarier zurück. Bei den Parlamentswahlen 2007 wurde er nicht wiedergewählt.
Beck ist Landwirt, verheiratet und hat zwei Kinder.